# ちゅらグルメ
ちゅらグルメは、当初琉球放送、パム、マインドラボの3社（※マインドラボは倒産、現在2社）による共同事業プロジェクトとして、沖縄県内のグルメ（飲食店）情報をTV・ペーパー・インターネットの3メディアを統合し、県内外に情報発信するサービス『ちゅらグルメ』を10月15日（日曜日）より開始。